# Gusto adquirido

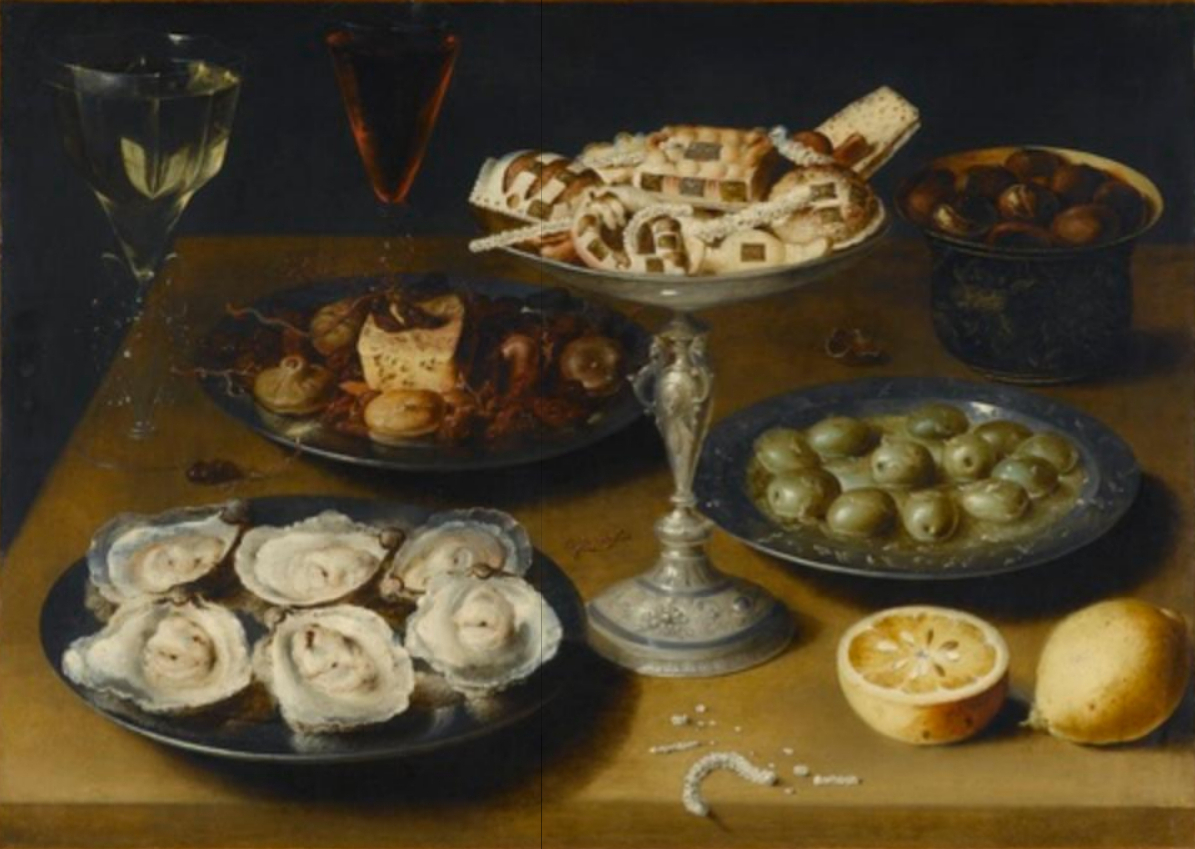
Naturaleza muerta con ostras, de Osias Beert, ca. 1610. Staatsgalerie, Stuttgart.

Un gusto adquirido o sabor adquirido es una apreciación sobre un alimento o bebida o un elemento cultural, el cual se considera que para ser verdaderamente apreciado debe existir una exposición prolongada, parcial o completa a los aromas o texturas, hasta que llega a ser considerado algo familiar.
Los alimentos y bebidas llamados gustos adquiridos pueden llegar a ser considerados como repugnantes por quienes no están familiarizados con ellos, bien sea por la materia prima, la textura, la forma, la preparación, el olor o la apariencia de estos. 
Los gustos adquiridos son fuertemente influenciados por factores sociales como la cultura e identidad nacional, e inducidos por exposición a los hábitos del entorno social en el que el individuo se desarrolla, aunque es también posible adquirir gustos alimenticios de forma tardía, por exposición voluntaria o hábito, finalizando cuando la persona disfruta al consumir un alimento o bebida. En la mayoría de los casos las delicias particulares de cada país o cultura son consideradas como gustos adquiridos.
Es común que los alimentos de gusto adquirido lo sean por el hecho de contener lo que son tabúes alimenticios para ciertas culturas. Ejemplo de esto son los insectos, considerados como repugnantes en la mayoría de los países occidentales. La sangre, las vísceras, la leche y la carne fermentadas o descompuestas son otros ejemplos comunes de alimentos tabú.